# Accademia del Cimento

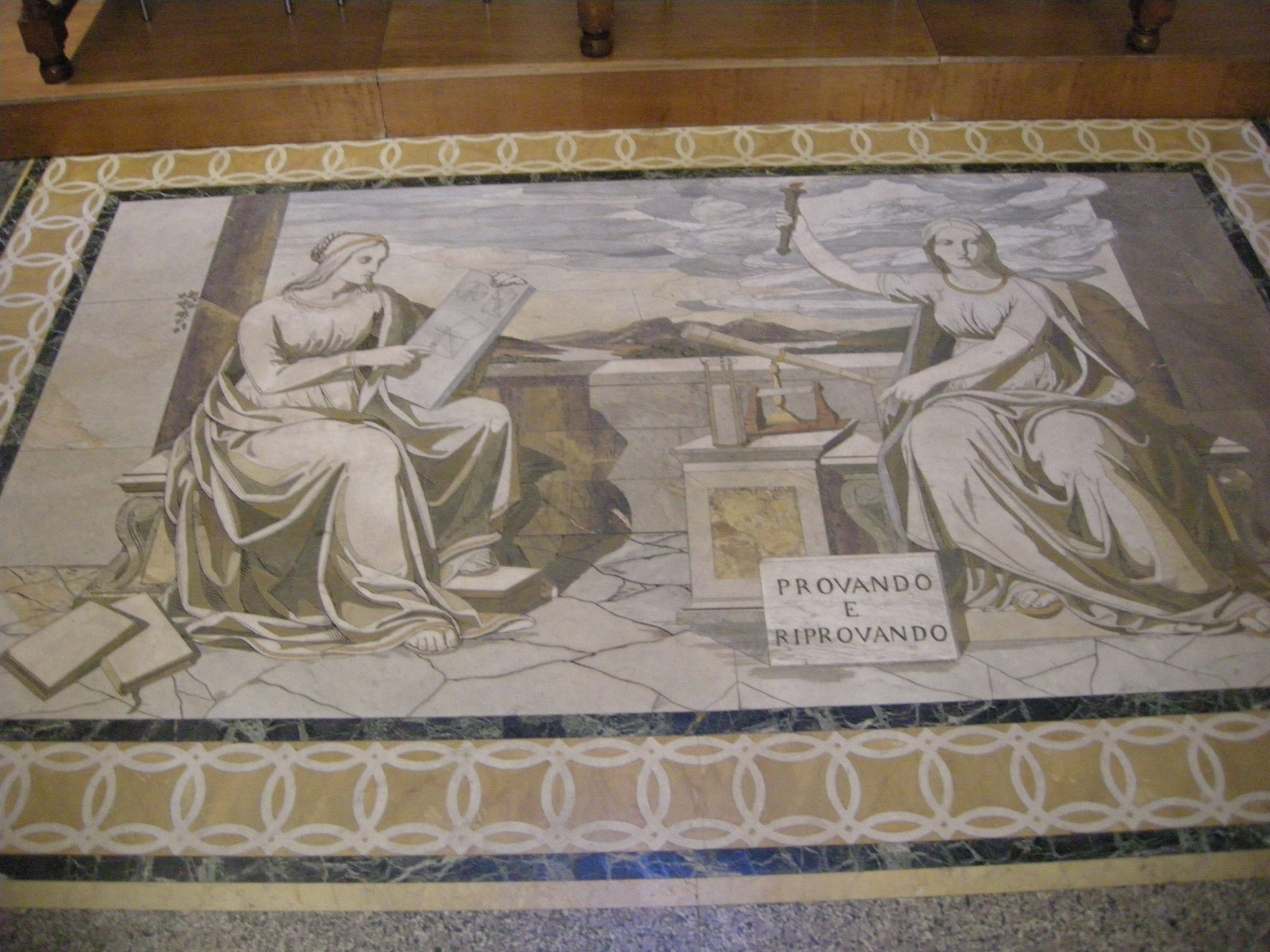
Devise de l'Accademia del Cimento : « Provando e riprovando ».

L'Accademia del Cimento (Académie de l'Expérimentation), fondée par Ferdinand II de Médicis et son frère Léopold en 1657, est dissoute en 1667. Elle est la  première société savante en Europe dont le but explicite est de vérifier les lois de la nature selon la méthode expérimentale initiée par Galilée.
La devise de l'Académie est « Provando e riprovando », soit « Essayer et essayer à nouveau ».

## Histoire
Complétant l'Académie des Lyncéens de Rome née en 1603 et l'Accademia degl' Investiganti de Naples en 1650, elle est fondée à Florence en 1657 par Léopold de Médicis et le grand-duc de Toscane Ferdinand II de Médicis. Elle compte 9 membres dont les anciens élèves de Galilée Vincenzo Viviani et Carlo Renaldini. Les autres sont plus jeunes : Lorenzo Magalotti (secrétaire), Francesco Redi, Giovanni Borelli. Elle a de prestigieux correspondants étrangers: Christiaan Huygens, Athanasius Kircher et Nicolas Sténon. Initialement installée au Palais Pitti, près du Grand Duc Ferdinand qui participe à l'élaboration de certains des instruments (introduction de l'esprit-de-vin pour le thermomètre), l'académie est transférée ensuite dans le palais des Castellani, devenu depuis le Musée de l'Histoire de la science.
Cependant, « les autorités ecclésiastiques n'approuvent pas l'entreprise et le même pouvoir qui a persécuté Galilée oblige à la dissolution de l'académie après dix ans d'activité féconde. »

## Principes
Elle se doit d'observer les principes suivants :
- l'expérimentation (l'examen des causes réelles en cette période charnière du développement de la Science) ;
- la réfutation des spéculations non fondées ;
- la création des instruments scientifiques de laboratoire ;
- les définitions des unités de mesure ;
- la publication des résultats obtenus.

## Travaux

Page de titre de Saggi di Naturali Esperienze.

Les réunions se tiennent régulièrement au palais Pitti sous la résidence du Prince Léopold. Les membres y effectuent de nombreuses expériences, principalement dans le champ de la  thermométrie, de la barométrie, de la pneumatique et de la compressibilité de l'eau liquide, et fabriquent les instruments dont ils ont besoin. Les membres ne cherchent pas un renom personnel. Les travaux sont publiés anonymement au nom de l'Académie. L'ensemble des recherches sont publiées en 1666 sous le titre: Saggi di Naturali esperienze fatte nell' Accademia del Cimento.

## Publications
Rapport écrit par son secrétaire sur les expériences naturelles faites à l'Académie de l'Expérimentation sous la protection du Prince Léopold de Toscane.
- En 1666, édition initiale de  Saggi di Naturali Esperienze fatte nell'Accademia del Cimento sotto la protezione del Serenissimo Principe Leopoldo di Toscana e descritte dal Segretario di essa Accademia.
- En 1684, une version anglaise sous le titre Essayes of Natural Experiments made in the Academie del Cimento under the protection of the Most Serene Prince Leopold of Tvscany. Written in Italian by the secretary of that academy. Englished by Richard Waller. London, Printed for B. Alsop, 1684.
- En 1731,  traduite en latin  sous le titre Tentamina Experimentorum Naturalium captorum in Academia del Cimento sub auspiciis Serenissimi Principis Leopoldi Magni Etruriae Ducis et ab ejus Academiae Secretario conscriptorum: ex Italico in Latinum Sermonem conversa. Quibus Commentarios, Nova Experimenta, et Orationem De methodo instituendi Experimenta Physica addidit Petrus van Musschenbroek. Publiée aussi à Vienne en 1756.
- Republié en italien sous le titre Atti e Memorie Inedite dell'Accademia del Cimento, e Notizie Aneddote dei Progressi delle Scienze in Toscana, Contesrenti... Memorie, Esperienze... cominciando da Galileo Galilei fino a Francisco Redi et a Vincenzo Viviani inclusive ; par Giovanni Targioni-Tozzetti (1712 - 1783) à Florence in 1780.
- Elle devient ensuite le manuel standard des laboratoires du XVIIIe siècle (Settecento).